# Kulichoderes
Kulichoderes is een geslacht van wantsen uit de familie van de Enicocephalidae. Het geslacht werd voor het eerst wetenschappelijk beschreven door Štys in 2002.

## Soorten
Het genus bevat de volgende soort:

- Kulichoderes iranicus (Štys, 1970)